# Nicetas antonialis
Nicetas antonialis är en fjärilsart som beskrevs av William Schaus 1916. Nicetas antonialis ingår i släktet Nicetas och familjen nattflyn. Inga underarter finns listade i Catalogue of Life.